# Пасо-Карраско
Пасо-Карраско (исп. Paso de Carrasco) — город в южной части Уругвая, в департаменте Канелонес.

## География
Город расположен всего в 15 км от столицы страны, Монтевидео, на восточном берегу реки Карраско. К северо-востоку от города расположен международный аэропорт Карраско, а на востоке к Пасо-Корраско непосредственно примыкает город Сьюдад-де-ла-Коста.

## История
Статус города получил 19 октября 1994 года.

## Население
Население по данным на 2011 год составляет 15 908 человек
| Год  | Население |
| ---- | --------- |
| 1963 | 4 896     |
| 1975 | 8 592     |
| 1985 | 10 278    |
| 1996 | 12 174    |
| 2004 | 15 028    |
| 2011 | 15 908    |

Источник: Instituto Nacional de Estadística de Uruguay